# Керенка (приток Шукши)
Керенка — река в России, протекает по Мокшанскому району Пензенской области. Левый приток Шукши.

## География
Река Керенка берёт начало юго-восточнее посёлка городского типа Мокшан. Течёт на северо-восток. Устье реки находится у села Хоненево в 59 км от устья Шукши. Длина реки составляет 16 км, площадь водосборного бассейна — 137 км².
На реке расположено село Керенка.

## Данные водного реестра
По данным государственного водного реестра России относится к Верхневолжскому бассейновому округу, водохозяйственный участок реки — Сура от Сурского гидроузла и до устья реки Алатырь, речной подбассейн реки — Сура. Речной бассейн реки — (Верхняя) Волга до Куйбышевского водохранилища (без бассейна Оки).
Код объекта в государственном водном реестре — 08010500312110000036210.